# Marty (film)

Afișul original al filmului

Marty este un film american dramă romantică din 1955 regizat de Delbert Mann. Rolurile principale au fost interpretate de actorii Ernest Borgnine și Betsy Blair. A câștigat Premiul Oscar pentru cel mai bun film.

## Prezentare
Marty este un italian american din proletariat in perioada afluentei materiale de dupa razboi care nu este interesat decat de munca si familie. Toata lumea ii spune sa se insoare dar el ii marturiseste lui Angie: „Crezi ca nu vreau sa ma casatoresc? Am 34 de ani si am obosit cautand”! Angie ii marturiseste acelasi lucru. Dar mama lui il trimite la o sala de dans cu plata numita Stardust Ballroom ca sa-si gaseasca o sotie sa nu ramana fara un fiu. El ii marturiseste ca a fost acolo de o mie de ori si doar a suferit. Apoi isi asculta mama si printr-un concurs de imprejurari o intalneste pe Clara trista si apoi plangand, care, dupa ce au un timp frumos povestind despre trecut ii spune mamei lui Marty sa o sfatuiasca pe matușa Catherina daca nu ar putea sa-si gaseasca un hobby daca a ramas vaduva.

## Distribuție
- Ernest Borgnine ca Marty Piletti
- Betsy Blair - Clara
- Esther Minciotti ca Dl. Piletti, mama lui Marty
- Augusta Ciolli ca Mătușa Catherine
- Joe Mantell ca Angie
- Karen Steele ca Virginia
- Jerry Paris ca Tommy
- Frank Sutton ca Ralph (nemenționat)